# Große Synagoge (Oran)

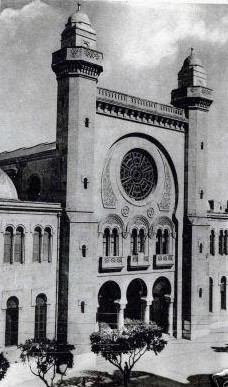
Große Synagoge von Oran; Aufnahme vor 1918

Die Große Synagoge von Oran (französisch: Grande synagogue d’Oran, arabisch: معبد وهران العظيم; auch bekannt als Israelitischer Tempel Oran, französisch temple israélite d’Oran) in Oran, Algerien, wurde im Jahr 1880 auf Initiative von Simon Kanoui erbaut und eingeweiht, die Eröffnung erfolgte allerdings erst 1918. Die ehemalige Synagoge befindet sich auf dem Boulevard Maata Mohamed El Habib (dem früheren Boulevard Maréchal Joffre 27) und ist heute die Abdellah-Ben-Salem-Moschee. Als jüdisches Gotteshaus war es eine der größten und prachtvollsten Synagogen in Nordafrika. Nach der algerischen Unabhängigkeit 1962 wurde sie schließlich im Jahr 1975 beschlagnahmt und in eine Moschee umgewandelt. Sie war eine von mindestens 17 von der algerischen Regierung konfiszierten Synagogen.
Das nationale Gesetzbuch des neuen unabhängigen Algerien verlieh nur Muslimen die Staatsbürgerschaft, verlangte sogar, dass nur Personen, deren Väter und Großeltern väterlicherseits einen muslimischen Familienstand haben, Bürger des neuen Staates werden könnten. Alle jüdischen und christlichen Einwohner wurden ins Exil getrieben. Nach dem Ende der französischen Besetzung Algeriens sind die meisten französischen und jüdischen Algerier nach Frankreich emigriert. Algerische Juden sind seit dem Décret Crémieux von 1870 französische Staatsbürger.